# Direção-Geral de Segurança
Die Direção-Geral de Segurança (DGS) (deutsch Generaldirektorat für Sicherheit) war von 1969 bis 1975 die Geheimpolizei der Estado Novo-Diktatur in Portugal.
Die DGS wurde am 24. November 1969 gegründet. Sie ging aus der am 24. September 1969 aufgelösten, berüchtigten Polícia Internacional e de Defesa do Estado (PIDE) hervor.
Als es am 25. April 1974 in Portugal zur Nelkenrevolution kam, wollte der Kommandant der DGS bewaffneten Widerstand leisten. Mitglieder der DGS schossen aus dem Fenster ihres Hauptsitzes in die Menschenmenge. Vier Menschen starben, 45 wurden verletzt. Ein Agent der DGS wurde auf der Flucht getötet. Es waren die einzigen Opfer der ansonsten friedlichen Revolution. An der Fassade des ehemaligen Sitzes der DGS am Convento do Carmo befindet sich heute eine Gedenktafel für die hier Erschossenen.
Viele Mitglieder der DGS flohen nach Spanien. Andere, wie der Generaldirektor Silva Pais, wurden verhaftet. 89 Agenten gelang es in einer Massenflucht im Juni 1975 aus dem Gefängnis zu entkommen. Zwar wurde die DGS offiziell 1974 aufgelöst, in den portugiesischen Kolonien war sie aber noch bis 1975 als Polícia de Informações Militares aktiv.